# Leptosciarella trochanterata
Leptosciarella trochanterata är en tvåvingeart som först beskrevs av Zetterstedt 1851.  Leptosciarella trochanterata ingår i släktet Leptosciarella och familjen sorgmyggor.
Artens utbredningsområde är Norge. Arten är reproducerande i Sverige. Inga underarter finns listade i Catalogue of Life.